# Le Fuseau de Jeannette

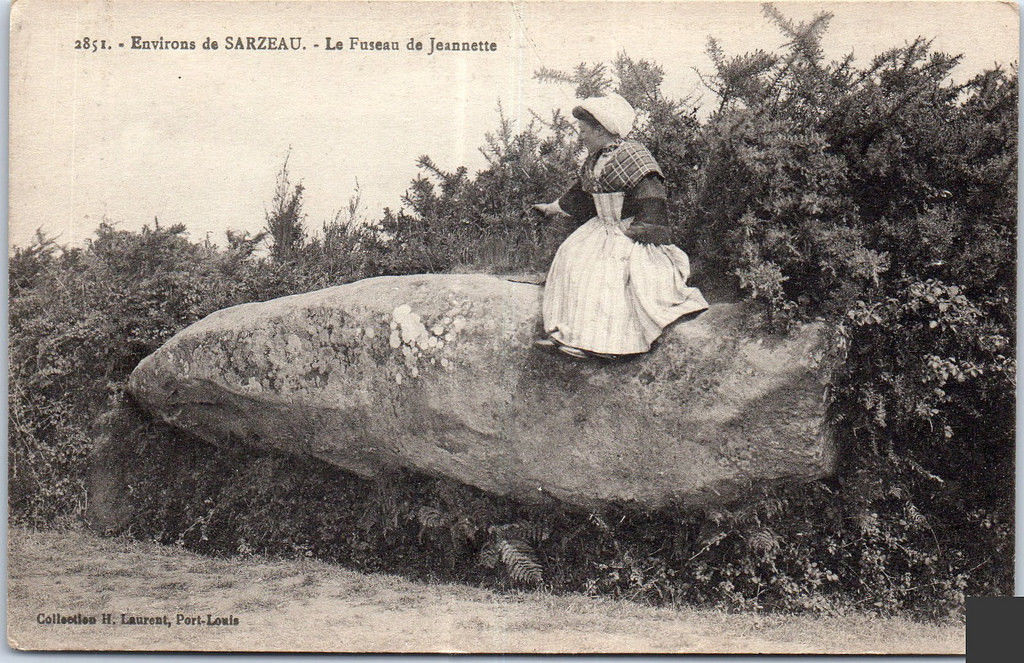
Postkarte (1905)

Le Fuseau de Jeannette (deutsch „die Spindel – im Sinne von Spinnwirtel – der Jeannette“ lokal auch „Quenouille de Jeannette“ oder Menhir de Largueven genannt) ist ein etwa 5,5 m langer, 2,0 m breiter und 1,0 m dicker neolithischer Menhir, der an der Route de Vannes à Port-Navalo (RD 780) beim Weiler Larguéven, westlich von Sarzeau auf der Rhuys-Halbinsel im Département Morbihan in der Bretagne in Frankreich liegt.
An den Flanken sind noch Schälchen sichtbar.
Der Menhir wurde 1969 als Monument historique registriert.
Unter ähnlichen Namen sind vor allem in der Bretagne mehrere Menhire bekannt (z. B. Fuseau de Margot, Le Fuseau de Berthe, Le Fuseau de la Madeleine und Menhir du Fuseau).